# Districte autònom de Txukotka
El districte autònom de Txukotka (en rus: Чуко́тский автоно́мный о́круг, Txukotski avtonomni ókrug; en txuktxi: Чукоткакэн автономныкэн округ, Txukotkaken avtonomniken ókrug) és un districte autònom (i per tant un subjecte federal) de Rússia a l'extrem oriental de Sibèria. A Txukotka hi viu el poble dels txuktxis, i inclou la península de Txukotka.
Es troba entre l'oceà Glacial Àrtic al nord i l'oceà Pacífic a l'est, i està separat d'Alaska (Amèrica del Nord) per l'estret de Bering. Limita amb els subjectes federals russos següents: la república de Sakhà a l'oest, l'óblast de Magadan al sud-oest i el krai de Kamtxatka al sud. Té una extensió de 737.700 km² i una població de 47.490 habitants, segons el cens de 2021, amb una densitat de 0,075 hab/km². La capital és Anàdir, la qual és l'assentament urbà més oriental de Rússia.

## Geografia
Banyat pel mar de la Sibèria Oriental, el mar dels Txuktxis i el mar de Bering, el territori ocupa la península dels Txuktxis i la regió adjacent, i inclou l'illa de Wrangel (Umqilir) i altres de menors. És una regió inhòspita, freda i muntanyosa, i el riu principal és el riu Anàdir (Jàajwaam en txuktxi).
Hi ha una notable varietat ètnica en la població: hi viuen 60 nacionalitats diferents. Segons el cens rus (2002) la composició nacional és 
- russos 51,86%
- txuktxis 23,45%
- ucraïnesos 9,22%
- inuit 2,85%
- evens 2,61%
- txuvans 1,778%
- tàtars 0,99%
- belarussos 0,96%
- iukaghirs 0,34%
- txuvaixos 0,30%
- moldaus 0,24%
- buriats 0,22%
- alemanys ètnics 0,22%
- baixkirs 0,22%
- àzeris 0,2%
- alguns altres petits grups que no arriben al centenar de persones cadascun
- un 2,23% dels habitants no han especificat a quin grup ètnic pertanyen

|            | cens del 1939  | cens del 1959  | cens del 1970  | cens del 1979  | cens del 1989   | cens del 2002  |
| ---------- | -------------- | -------------- | -------------- | -------------- | --------------- | -------------- |
| Txuktxis   | 12.111 (56,2%) | 9.975 (21,4%)  | 11.001 (10,9%) | 11.292 (8,1%)  | 11.914 (7,3%)   | 12.622 (23,5%) |
| Txuvans    |                |                |                |                | 944 (0,6%)      | 951 (1,8%)     |
| Esquimals  | 800 (3,7%)     | 1.064 (2,3%)   | 1.149 (1,1%)   | 1.278 (0,9%)   | 1.452 (0,9%)    | 1.534 (2,9%)   |
| Evens      | 817 (3,8%)     | 820 (1,8%)     | 1.061 (1,0%)   | 969 (0,7%)     | 1.336 (0,8%)    | 1.407 (2,6%)   |
| Russos     | 5.183 (24,1%)  | 28.318 (60,7%) | 70.531 (69,7%) | 96.424 (68,9%) | 108.297 (66,1%) | 27.918 (51,9%) |
| Ucraïnesos | 571 (2,7%)     | 3.543 (7,6%)   | 10.393 (10,3%) | 20.122 (14,4%) | 27.600 (16,8%)  | 4.960 (9,2%)   |
| Altres     | 2.055 (9,5%)   | 2.969 (6,4%)   | 7.049 (7%)     | 9.859 (7%)     | 12.391 (7,6%)   | 4.432 (8,2%)   |

L'economia de Txukotka es basa sobretot en l'exportació de matèries primeres (carbó, or, plata, platí entre altres), la pesca (caviar) i els productes manufacturats de pell. Gairebé tots els béns de consum, alimentaris i industrials són importats de Rússia.